# Uniwersytet Londyński
Uniwersytet Londyński (ang. University of London) – federacja uczelni i instytutów utworzona w 1836 roku. Większość jednostek jest rozrzucona po Wielkim Londynie, a kilka znajduje się w hrabstwie Kent, Szkocji i Paryżu.

## Uczelnie i instytuty
- Birkbeck, University of London (BBK)
- Central School of Speech and Drama
- City University (CUL)
- Courtauld Institute of Art
- Goldsmiths College(inne języki)
- Heythrop College – filozoficzno-teologiczny
- Institute of Cancer Research(inne języki)
- Institute of Education(inne języki)
- King’s College London (KCL) – obejmuje Institute of Psychiatry(inne języki) oraz King's College London GKT School of Medical Education(inne języki)
- London Business School
- London School of Economics and Political Science (LSE)
- London School of Hygiene and Tropical Medicine
- Queen Mary, University of London(inne języki) (QMUL) – obejmuje Barts and The London, Queen Mary's School of Medicine and Dentistry(inne języki)
- Royal Academy of Music
- Royal Holloway, University of London (RHUL)
- Royal Veterinary College(inne języki)
- School of Advanced Study(inne języki) (SAS)
- School of Oriental and African Studies (SOAS)
- School of Pharmacy(inne języki)
- University College London (UCL) – obejmuje The Bartlett Faculty of the Built Environment (założony w 1841) i Slade School of Fine Art (założoną w 1871) oraz Jill Dando Institute of Crime Science oraz (dawniej odrębne) School of Slavonic and East European Studies (SSEES), the Royal Free and University College Medical School, the Institute of Archaeology, the Eastman Dental Institute, the Institute of Child Health (Great Ormond St Hospital), the Institute of Neurology, the Institute of Ophthalmology, the Institute of Laryngology and Otology, the Institute of Orthopaedics, the Royal London Homeopathic Hospital, London Centre for Nanotechnology and the Mullard Space Science Laboratory. The Institute of Cancer Sciences jest budowany.
- St George's, University of London(inne języki), dawniej St George’s Hospital Medical School.

W roku 2007 ze struktury Uniwersytetu Londyńskiego wycofał się Imperial College London.